# Манас, Эдгар
Эдгар Манас (з.-арм. Էտկար Մանաս; 12 апреля 1875,  Константинополь, Османская империя  — 9 марта 1964, Стамбул, Турция) — турецкий композитор, дирижёр и музыковед армянского происхождения. Он является одним из трёх соавторов Турецкого национального гимна.

## Биография
«Гимн независимости», который изначально был написан без рифмы, был позже гармонизирован после переработки Эдгаром Манасом.